# Lithosia quadra
Lithosia quadra és una espècie de lepidòpter ditrisi de la família dels erèbids (Erebidae), subfamília Arctiinae pròpia de la regió paleàrtica.

## Característiques
L'envergadura alar fa 35-55 mm. Els mascles són més petits que les femelles. Hi ha dimorfisme sexual fort en l'imago. Els mascles tenen ales grises amb una zona groga i una ratlla blava negra al davant del marge exterior de les ales. Les femelles tenen ales grogues amb dos punts foscos.

## Biologia
Volen de juny a setembre, depenent de la ubicació.
En el del sud de l'àrea de distribució hi ha ocasionalment una segona posta.
Les larves s'alimenten de líquens i algues que creixen en els arbres, especialment roures, parets i pedres. Quan l'espècie és sobreabundant i les larves ataquen les fulles i les agulles dels arbres, pot arribar a ser perjudicial. Les larves són peludes, de color gris fosc i tenen línies longitudinals blanquinoses amb grans punts vermells.
La pupa és negra, amb una lluentor de porcellana, rabassuda i immòbil.

## Distribució
Es troba al sud i centre d'Europa i a l'est a través del Paleàrtic fins al riu Amur i el Japó. També es troba al sud de la Gran Bretanya i Escandinàvia.

## Galeria

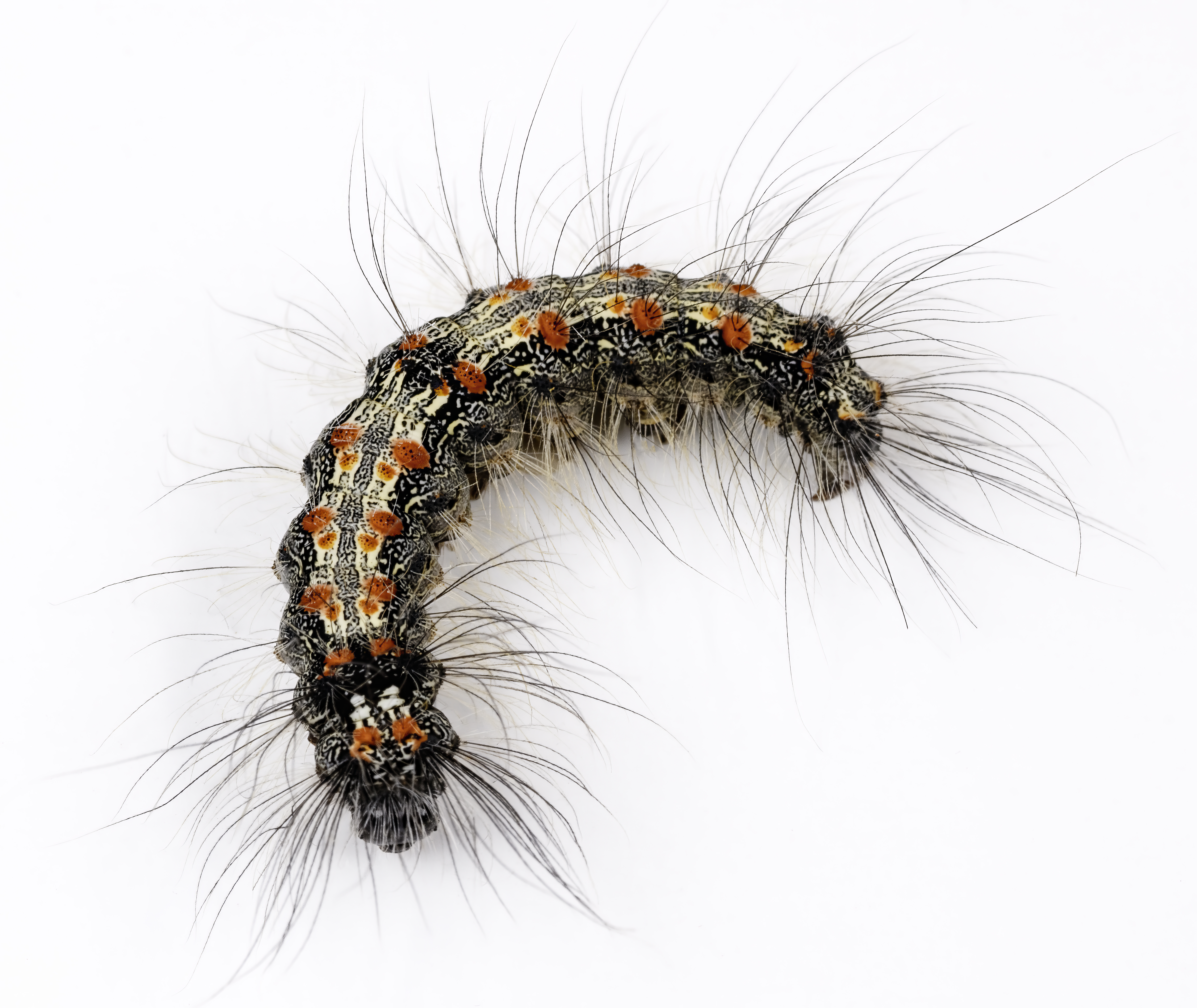
Larva
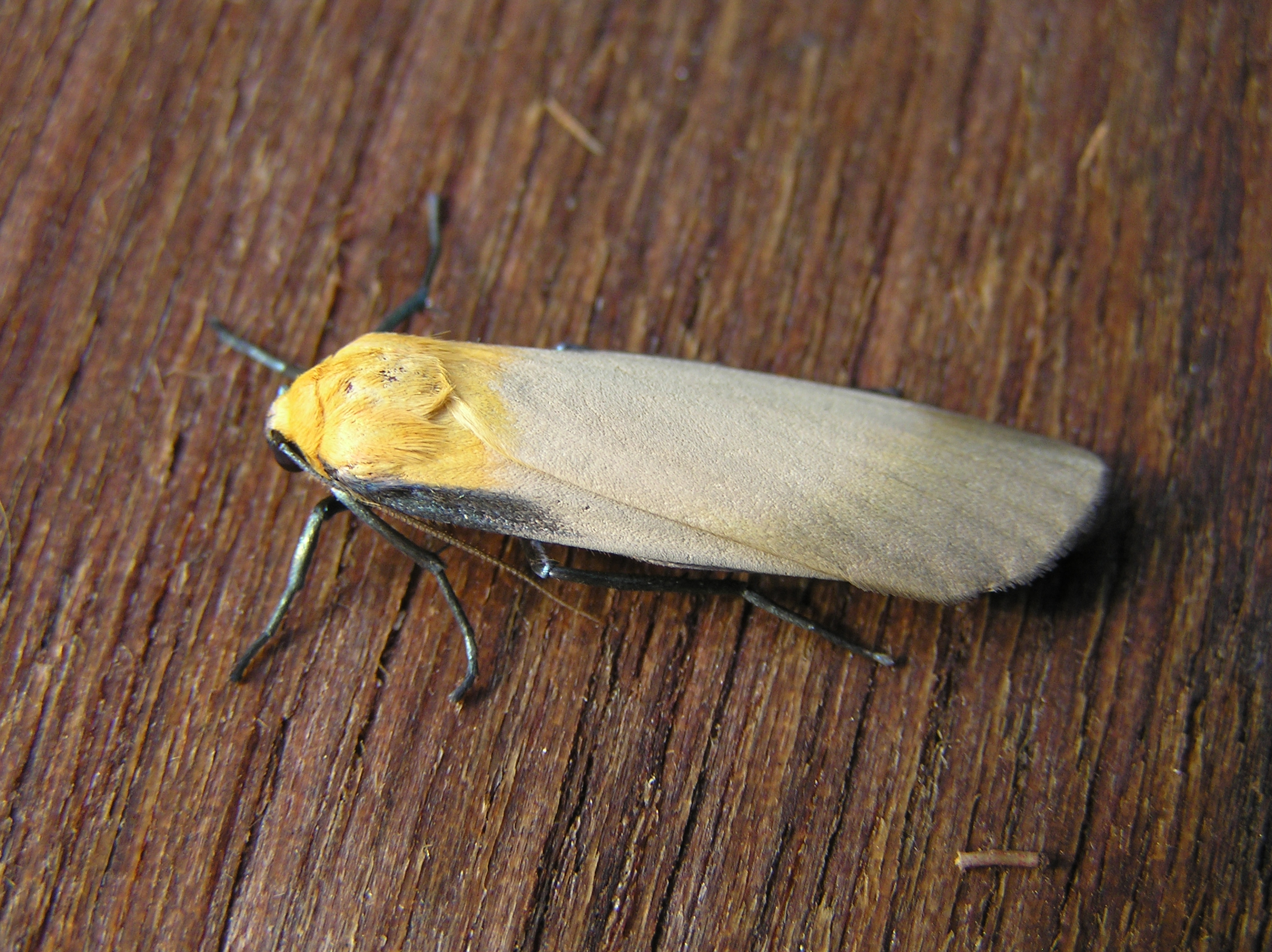
Mascle
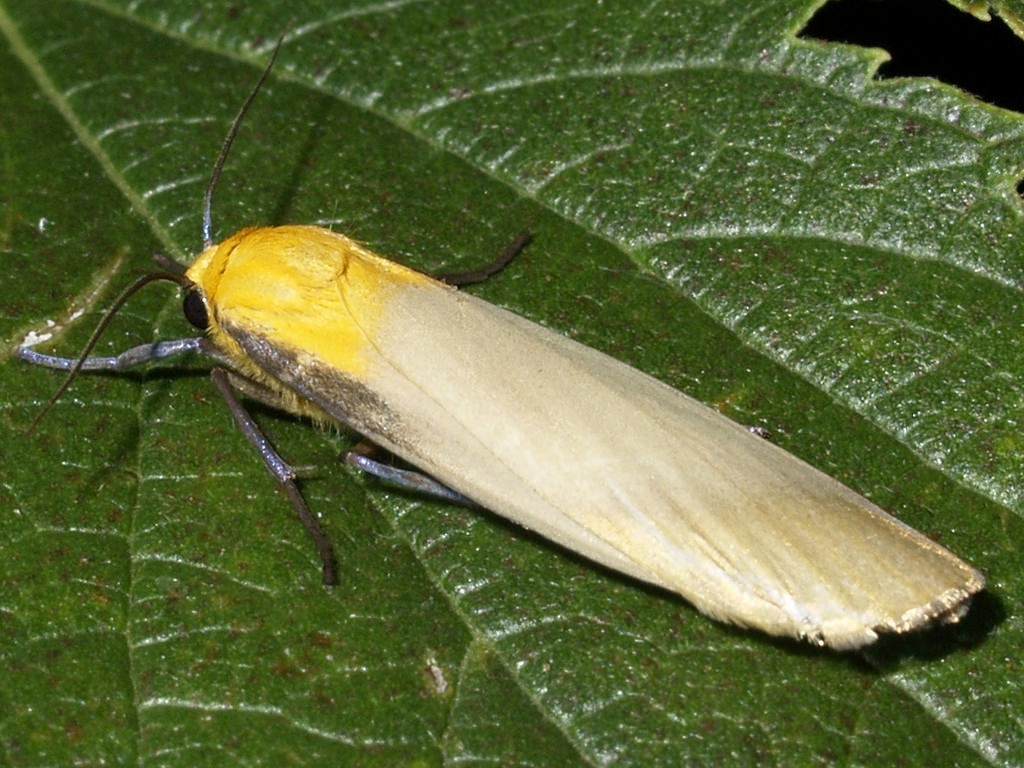
Mascle
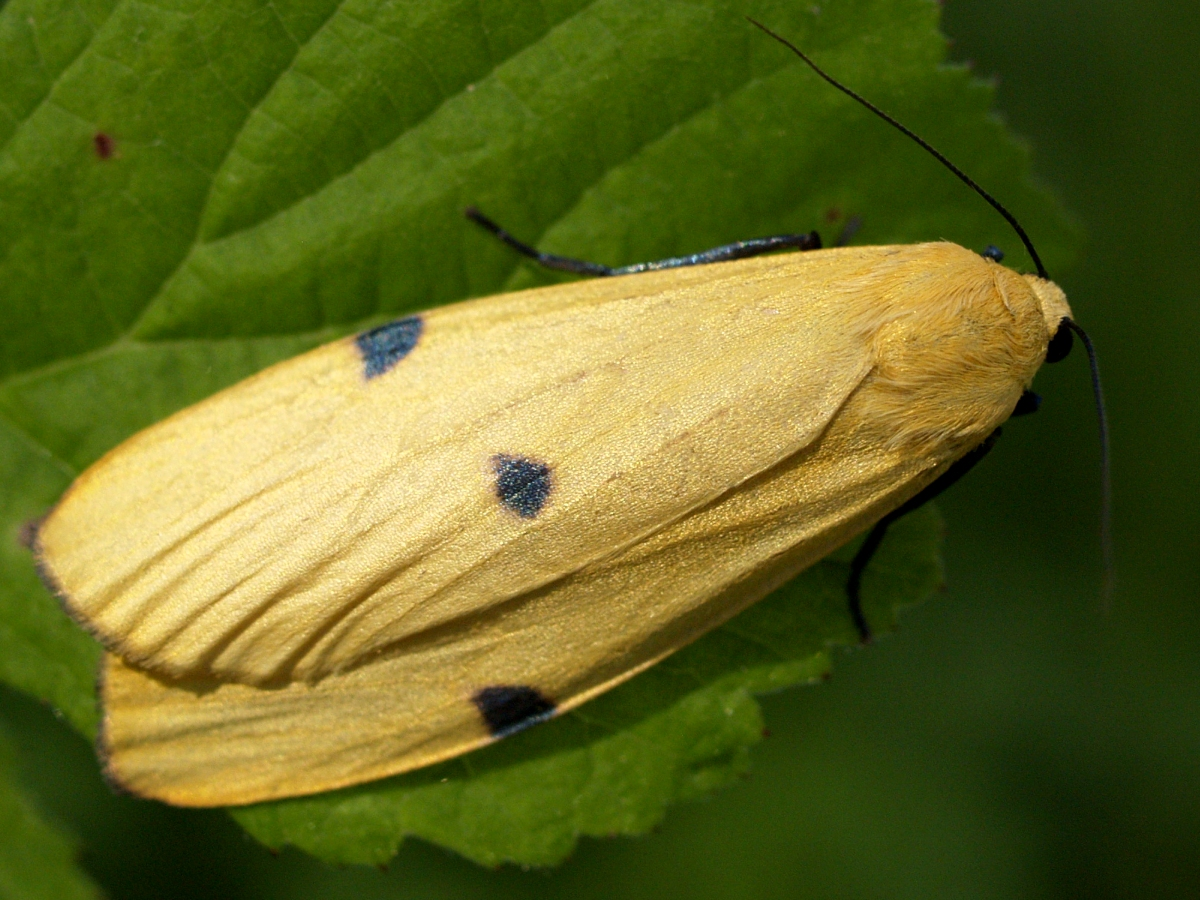
Femella
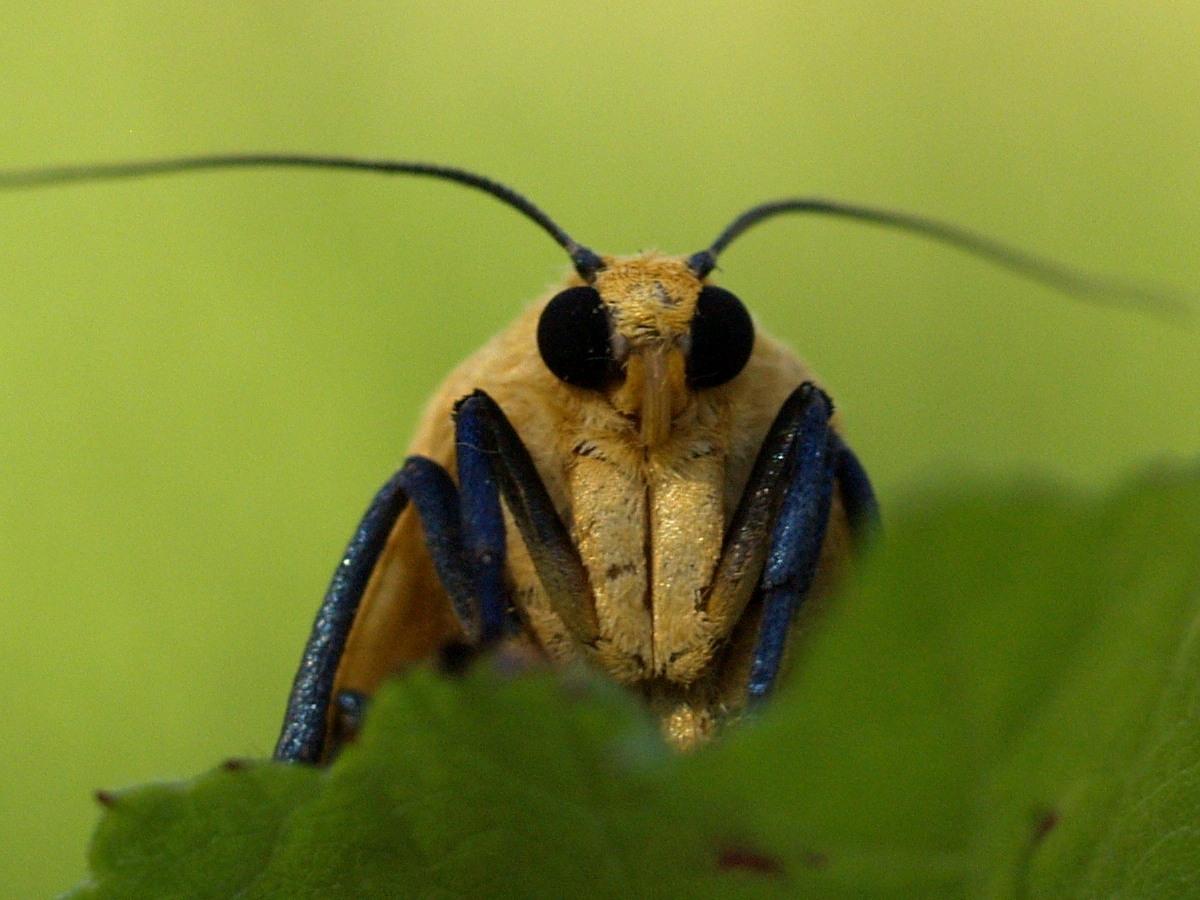
Detall